# Степанов, Александр Васильевич (юрист)
Алекса́ндр Васи́льевич Степа́нов (1845, Пермская губерния — 6 июля 1887, Маиглис) — юрист, адвокат, присяжный поверенный округа тифлисской судебной палаты, издатель журнала «Юридическое Обозрение» и газеты «Новое Обозрение».

## Биография
В 1865 окончил курс университета святого Владимира со степенью кандидата юридических наук. После окончания курса был назначен на должность судебного следователя в Екатеринбурге. В 1866 году переведен в пермскую судебную палату.
В 1869 году был вызван в Тифлис, где последовательно занимал должность товарища прокурора, члена окружного суда, а с конца 1870 года — члена тифлисской судебной палаты.
После отставки в 1873 году стал заниматься присяжной адвокатурой.
В апреле 1881 г. в Тифлисе издатель А. С. Френкель и редактор А. В. Степанова получили «дозволение» на издание первого провинциального юридического журнала-еженедельника «Юридическое обозрение».
В 1884 году основал общественно-политическую и литературную газету «Новое Обозрение», которая в непродолжительном времени сделалась одной из лучших провинциальных газет Российской империи.